# Jori Stam
Jori Stam (1987) is een Nederlands schrijver.
Stam studeerde Nederlandse taal en cultuur aan de Universiteit van Amsterdam. Zijn verhalen verschenen in onder andere Hollands Maandblad, Tirade en De Revisor. Hij woont en werkt in Rotterdam.

## Werk
In 2015 verscheen bij uitgeverij Atlas Contact Stams debuut Een volstrekt nutteloos mens. Deze verhalenbundel kreeg een eervolle vermelding bij de uitreiking van de J.M.A. Biesheuvelprijs 2016. In 2019 verscheen zijn debuutroman, Oregon, dat door De Volkskrant een 'Origineel en spannend debuut' werd genoemd. 
In 2025 verscheen zijn tweede roman De verdwijning van Sieger Somerman.